# 大沃伊辛山

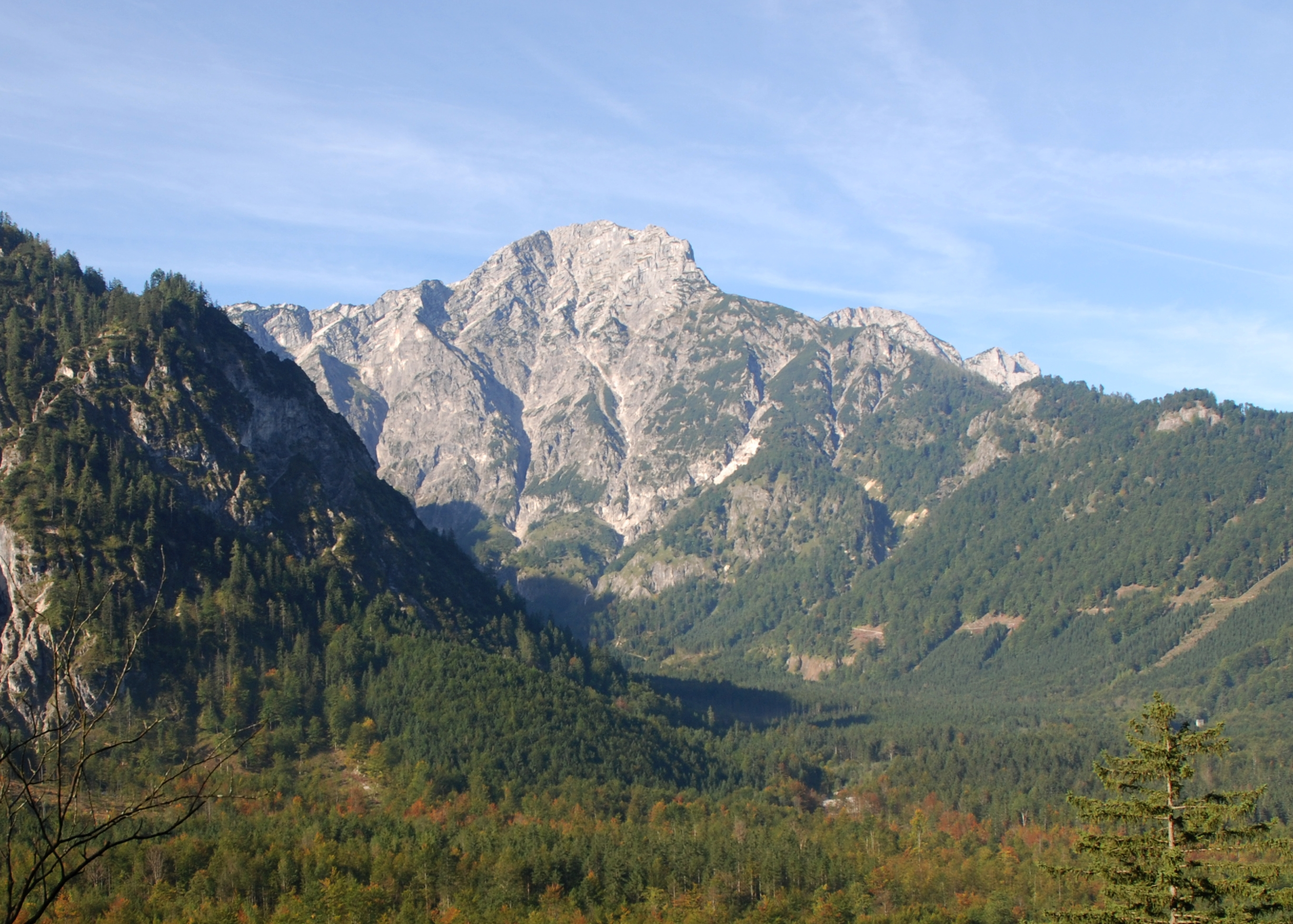

47°42′58″N 13°54′12″E / 47.716108°N 13.903208°E
大沃伊辛山（德語：Großer Woising），是奧地利的山峰，位於該國北部，處於上奧地利州和施泰爾馬克州接壤的邊界，海拔高度2,064米，每年平均降雨量1,801毫米。